# Afrotarsiidae
Famille
Les Afrotarsiidae sont une famille fossile de Primates haplorrhiniens, dont les représentants vivaient en Asie du Sud-Est et en Afrique du Nord durant l'Éocène supérieur et l'Oligocène inférieur. Les paléoprimatologues hésitent entre placer cette famille dans un infra-ordre archaïque dénommé Eosimiiformes, comparable aux Tarsiiformes, ou la considérer comme une famille basale des Simiiformes, groupe plus connu sous le nom de singes. Les espèces de cette famille, tout comme les Eosimiidae, sont de très petite taille.

## Historique
La première espèce découverte attribuée à cette famille, Afrotarsius chatrathi, fut dénommée et décrite en 1985 sur la base d'une simple mandibule datée de l'Oligocène et trouvée dans la dépression du Fayoum, en Égypte. Les découvreurs pensaient au départ qu'il s'agissait d'un tarsier archaïque, mais cette affiliation fut contestée dès l'origine, et en 1987 la famille des Afrotarsiidae, créée en même temps que la nouvelle espèce, fut rattachée aux Simiiformes. Une fibula (péroné) fut attribuée en 1998 à cette espèce, ce qui reste controversé.
En 2010, une deuxième espèce fut découverte en Libye et dénommée Afrotarsius libycus. Sa description repose sur seulement quelques dents datées de l'Éocène, trouvées à Dur At-Talah, en Libye. Les caractères relevés sur ces dents ont incité les découvreurs à confirmer l'affiliation d’Afrotarius aux Simiiformes.
Un second genre et une nouvelle espèce, Afrasia djijidae, furent créés et décrits en 2012 à partir de quatre molaires fossiles datées de l'Éocène, trouvées entre 2005 et 2011 dans la formation de Pondaung, au Myanmar (Birmanie). La même publication de 2012 proposa de placer les Afrotarsiidae et les Eosimiidae (groupe asiatique archaïque) dans leur propre infra-ordre des Eosimiiformes, intermédiaire entre les Tarsiiformes et les Simiiformes.

## Arbre phylogénétique
Phylogénie des infra-ordres actuels de primates, d'après Perelman et al. (2011) :
|  | Simiiformes (singes)    |
|  |                         |
|  | Tarsiiformes (tarsiers) |
|  |                         |

|  | Lorisiformes (loris, galagos…)                                                          |
|  |                                                                                         |
|  | \| \| Chiromyiformes (l'aye-aye) \| \| \| \| \| \| Lemuriformes (lémuriens) \| \| \| \| |
|  |                                                                                         |
|  | Chiromyiformes (l'aye-aye)                                                              |
|  |                                                                                         |
|  | Lemuriformes (lémuriens)                                                                |
|  |                                                                                         |

|  | Chiromyiformes (l'aye-aye) |
|  |                            |
|  | Lemuriformes (lémuriens)   |
|  |                            |

|  | Simiiformes (singes)    |
|  |                         |
|  | Tarsiiformes (tarsiers) |
|  |                         |

|  | Lorisiformes (loris, galagos…)                                                          |
|  |                                                                                         |
|  | \| \| Chiromyiformes (l'aye-aye) \| \| \| \| \| \| Lemuriformes (lémuriens) \| \| \| \| |
|  |                                                                                         |
|  | Chiromyiformes (l'aye-aye)                                                              |
|  |                                                                                         |
|  | Lemuriformes (lémuriens)                                                                |
|  |                                                                                         |

|  | Chiromyiformes (l'aye-aye) |
|  |                            |
|  | Lemuriformes (lémuriens)   |
|  |                            |

## Liste des espèces
La famille des Afrotarsiidae compte deux genres et trois espèces :
- Genre Afrotarsius (Simons & Bown, 1985) :
  - Afrotarsius chatrathi (Simons & Bown, 1985) : Égypte, 30 Ma
  - Afrotarsius libycus (Jaeger et al., 2010) : Libye, 38 à 39 Ma
- Genre Afrasia (Chaimanee et al., 2012) :
  - Afrasia djijidae (Chaimanee et al., 2012) : Birmanie, 37 Ma, environ 100 g

## Analyse
Le genre Afrasia paraissant un peu plus archaïque que le genre Afrotarsius, les chercheurs pensent que l'origine de ce groupe se trouve en Asie, d'où il se serait diffusé vers l'Afrique pendant l'Éocène supérieur. On se demande néanmoins comment les singes ont pu traverser la mer Téthys, qui séparait à l'époque le continent africain du continent eurasiatique (voir illustration plus haut).